# Jean-Dominique Comolli
Pour les articles homonymes, voir Comolli.
Jean-Dominique Comolli, né le 25 avril 1948 à Béjaïa (Algérie), est administrateur civil honoraire.

## Biographie
Jean-Dominique Comolli est le fils d'Yvan Comolli, ingénieur et président de société (commandeur de la Légion d’honneur et grand-croix de l’ordre national du Mérite), et le petit-fils de César Comolli, maire de Bougie et vice-président du Conseil général de Constantine. Il est marié à Catherine Delmas-Comolli et est père de trois enfants.
Jean-Dominique Comolli a fait ses études au lycée Hoche de Versailles, au lycée Janson-de-Sailly de Paris et à l'école de Sorèze. Il est diplômé de l'Institut d'études politiques de Paris (1972) et de l'École nationale d'administration (ENA) (promotion André Malraux, 1975-1977). 
Il a commencé sa carrière au cabinet de Laurent Fabius au ministère du Budget, puis au cabinet de Pierre Mauroy à Matignon.
En 1989, il est nommé directeur de cabinet de Michel Charasse au ministère du Budget avant d'être nommé directeur général des douanes et droits indirects au ministère chargé du Budget de 1989 à 1993.
En 1993, il est nommé par le premier ministre Édouard Balladur PDG de la Société d'exploitation industrielle des tabacs et des allumettes (Seita, devenue Altadis en 2000). Il reste à la tête de l'entreprise pendant dix-sept ans, jusqu'en 2010, y compris après sa privatisation. Il perçoit, selon ses dires, une rémunération de 1,2 million d'euros par an à laquelle s'ajoute les stock-options ; depuis son départ, l'entreprise lui verse une "retraite-chapeau" de 40 000 euros par mois. Ses fonctions à la tête de la Seita l'amènent à être condamné, en janvier 1997, pour publicité en faveur du tabac, à la suite d'une exposition organisée un an plus tôt au Centre Pompidou d'affiches issues d'un concours visant à renouveler l'emballage des Gitanes blondes. Il est également amené à mener une politique de restructurations successives de la Seita, de sa filiale Tabacalera et d'Altadis, avec des fermetures de sites.
En 2010, il est nommé directeur général de l'Agence des participations de l'État (APE) par le président de la République Nicolas Sarkozy.
À ce titre, il a été administrateur d'AREVA, d'EDF, de France Télécom, du Fonds stratégique d'investissement (FSI), de la SNCF, et de Pernod Ricard. 
En 2012, il est remplacé à ce poste par David Azéma.
Il est aujourd'hui administrateur d'Air France-KLM en qualité de représentant de l'État, et du théâtre national de l'Opéra-Comique en qualité de personnalité qualifiée.
En février 2023, Jean-Dominique Comolli, en tant qu'ancien directeur de l’APE, a été mis en examen pour « complicité de prise illégale d’intérêts » dans le cadre de l’affaire Kohler,.